# Бергстрём, Хелена
Хелена Бергстрём (швед. Helena Bergström; род. 5 февраля 1964 года, Гётеборг) — шведская актриса, супруга режиссёра Колина Нютле и внучка шведского актёра Улофа Видгрена.

## Биография
Родилась в семье режиссёра Ханса Бергстрёма и актрисы Керстин Видгрен. Окончила Шведскую национальную академию сценического искусства. В 1987—1989 и 1990—1991 годах работала в Королевском драматическом театре в Стокгольме (Драматен). В 1989—1990 и 1992—1993 гг. играла в Стокгольмском городском театре. Исполняла роли в драмах Шекспира, Ибсена и Теннесси Уильямса. Всеобщую известность получила после съёмок в триллере «Женщины на крыше» (Kvinnorna på taket; 1989).
В 2007 году Хелена дебютировала в качестве режиссёра с картиной «Se upp för dårarna».

## Фильмография
- 1982 — «Time Out» (телесериал)
- 1983 — «Vidöppet» (телесериал)
- 1989 — «Husbonden» (трёхсерийный телевизионный фильм)
- 1989 — «Kvinnorna på taket»/ Женщины на крыше
- 1989 — «1939»
- 1990 — «Blackjack»/ Блек-джек
- 1992 — «Änglagård»/ Дом ангелов
- 1993 — «Sista dansen»/ Последний танец (специальная премия жюри Стамбульского МКФ, премия Монреальского МКФ лучшей актрисе)
- 1994 — «Änglagård — Andra sommaren»/ Дом ангелов — Второе лето
- 1996 — «Jägarna»/ Охотники
- 1996 — «Sånt är livet»
- 2011 — «Någon annanstans i Sverige»
- 1993 — «Pariserhjulet»/ Парижская карусель
- 1998 — «Under solen»/ На солнце
- 1998 — «Крезанутые»
- 2000 — «Livet är en schlager»
- 2001 — «Sprängaren»/ Крайний срок
- 2003 — «Paradiset»
- 2004 — «The Queen of Sheba’s Pearls»/ Жемчуг царицы Савской
- 2006 — «Heartbreak Hotel»
- 2008 — «Сельма» (телевизионный фильм)
- 2008 — «Angel»
- 2023 — «Кодовое имя: Анника» (телесериал)

## Признание
- Премия Золотой жук (1993).
- Litteris et Artibus (2010)